# Effetto Blazhko
L’effetto Blazhko, chiamato talvolta modulazione di lungo periodo, è una variazione del periodo e della luminosità nelle stelle variabili di tipo RR Lyrae. Fu osservato per la prima volta da Sergey Blazhko nel 1907 nella stella RW Draconis.
La fisica alla base dell'effetto Blazhko è attualmente oggetto di dibattito. Ci sono tre ipotesi principali. Nella prima, detta modello risonante, la causa della modulazione è una risonanza non lineare tra il modo di oscillazione fondamentale della stella o il primo successivo e un modo di ordine maggiore.
Il secondo, detto modello magnetico, assume che la variazione è causata dal campo magnetico che è inclinato rispetto all'asse di rotazione della stella e deforma in tal modo il modo di rotazione radiale principale.
Il terzo modello assume che sono i cicli nella convezione a causare le modulazioni.